# Картузи (гміна Ґідле)
Карту́зи (пол. Kartuzy) — присілок в Польщі, частина села Ґідлє в ґміні Ґідлє Радомщанського повіту Лодзинського воєводства.
Населення — 1420 осіб (2011).

## Демографія
Демографічна структура станом на 31 березня 2011 року:
|          | Загалом | Допрацездатний вік | Працездатний вік | Постпрацездатний вік |
| -------- | ------- | ------------------ | ---------------- | -------------------- |
| Чоловіки | 711     | 117                | 515              | 79                   |
| Жінки    | 709     | 106                | 439              | 164                  |
| Разом    | 1420    | 223                | 954              | 243                  |